# Успение Богородично (Пантелейски манастир)
Вижте пояснителната страница за други значения на Успение Богородично.
„Успение Богородично“ (на македонска литературна норма: „Успение на Пресвета Богородица“) е възрожденска православна църква в кочанското село Пантелей, източната част на Северна Македония, по-малката от двете църкви на Пантелейския манастир, част от Кочанското архиерейско наместничество на Брегалнишката епархия на Македонската православна църква – Охридска архиепископия.
Църквата е еднокорабна сграда, построена в 1872 година при игумена Хаджи Харалампий. Изписана е в същата година от зографа Захарий Доспевски. Изписана е и западната фасада на храма. От същия период са иконостасът и иконите.
В 2002 година при митрополит Агатангел Брегалнишки църквата е обновена, при което е изработен нов резбован иконостас от резбаря Слободан Димитров от Пробищип, а живописта и иконите са от зографа Венко Цветков от Скопие.